# Luís Augusto Grandvaux Barbosa
Luís Augusto Grandvaux Barbosa (1914-1983) va ser un botànic franco-portuguès.
El Jardim Botânico Nacional Grandvaux Barbosa va ser creat l'any 1986 en honor seu i és l'únic jardí botànic de les illes de Cap Verd. Està situat a São Jorge dos Órgãos.

## Algunes obres
- A agricultura do arquipélago de cabo verde: carta agrícolas. Problemas agrários 1958
- Esboço da vegetação da Zambézia 1952
- Contribuição para a fitosociologia do novo «Pterocarpus Brenanii» 1958
- Carta fitogeográfica de Angola 1970
- Uma nova espécie de Pterocarpus (Leguminosae)1957